# Eressa quinquecincta
Eressa quinquecincta är en fjärilsart som beskrevs av George Francis Hampson. Eressa quinquecincta ingår i släktet Eressa och familjen björnspinnare. Inga underarter finns listade i Catalogue of Life.